# Tegella unicornis
Tegella unicornis is een mosdiertjessoort uit de familie van de Calloporidae. De wetenschappelijke naam van de soort is voor het eerst geldig gepubliceerd in 1828 door Fleming.